# 2 Wicky
2 Wicky è il primo singolo della band belga Hooverphonic. Il brano è divenuto famoso per la sua inclusione nella colonna sonora del film di Bernardo Bertolucci Io ballo da sola, e contiene un campionamento di Walk On By di Isaac Hayes.

## Tracce
1. 2 Wicky (video edit)
2. 2 Wicky (DJ Pulse remix)
3. 2 Wicky (DJ Pulse dub)
4. 2 Wicky (Not So Extended Hoovering mix)
5. 2 Wicky (album version)